# Орден «Звезда Президента»
Орден «Звезда Президента» — государственная награда Туркменистана.

## История
Орден «Звезда Президента» был учреждён Законом Туркменистана, принятым 30 сентября 1992 года.
В 2014 году орден принял новый облик.

## Статут ордена[1]
1. Орден Туркменистана «Звезда Президента» учреждён для награждения за выдающиеся заслуги в защите Родины, развитии дружбы и сотрудничества между народами, укреплении мира, развитии народного хозяйства и иные выдающиеся заслуги перед государством и обществом.
2. Орденом «Звезда Президента» награждаются граждане Туркменистана, а в исключительных случаях и лица, не являющиеся гражданами Туркменистана.
3. Лицам, удостоенным награды, вручается орден «Звезда Президента» и удостоверение.
4. Награждённому орденом «Звезда Президента» гражданину Туркменистана выплачивается за счёт средств государственного бюджета единовременная премия в размере десятикратной минимальной заработной платы и ежемесячная надбавка к заработной плате, должностному окладу, пенсии или стипендии в размере 30 процентов минимальной заработной платы. Лица, награждённые орденом «Звезда Президента», пользуются льготами в случаях и порядке, установленных законодательством.
5. Орден «Звезда Президента» носится на левой стороне груди и при наличии других государственных наград располагается перед ними.

## Описание ордена

### с 1992 по 2014 год

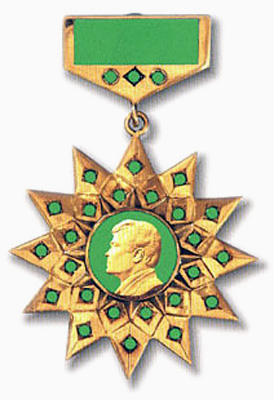

Орден «Prezidentiň ýyldyzy» («Звезда Президента») имеет форму звезды с 12 лучами. В центре каждого луча находится камень хризопраза диаметром 2 мм.
В центре звезды — изображение круга диаметром 1,5 мм, покрытого эмалью зелёного цвета. В центре круга располагается выполненное из золота выпуклое изображение профиля первого Президента Туркменистана Сапармурата Атаевича Ниязова. Ширина этого изображения 10 мм, высота 15 мм.
В центре звезды на расстоянии 2 мм от кольца зелёного цвета по круговому принципу размещаются 12 камней хризопраза, диаметр каждого из которых составляет 2 мм.
Диаметр круговой части ордена 47 мм.
Орден прикрепляется к колодке пятиугольной формы при помощи ушка. Ширина колодки 27 мм, высота 15 мм. Внутренняя часть колодки покрывается эмалью, идентичной окраске хризопраза. В нижней части внутренней стороны колодки размещаются три камня хризопразa. На оборотной стороне колодки имеется булавка для крепления ордена к одежде.
На оборотной стороне ордена имеется надпись: «Turkmenistanyn „Prezidentin Yyldyzy“ ordeni» (Орден Туркменистана «Звезда Президента»). Размер букв 4×2 мм.
Орден изготовляется из золота. Колодка и соединительное ушко изготовляются из позолоченного серебра.

#### Планка ордена

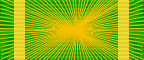

Основа планки ордена выполнена из шёлковой ткани зелёного цвета, в центре её располагается изображение расходящихся солнечных лучей.
Оба края планки окаймлены вертикальными жёлтыми полосами.

### с 2014 года
Знак ордена имеет форму шестнадцатиугольной звезды, составленной из двух восьмиугольников, пересекающихся друг с другом. Каждый из внешних тупых углов инкрустирован бриллиантами. Каждая из восьми вписанных в углы пятиконечных звёзд, покрытых эмалью зелёного цвета, инкрустирована бриллиантами. Пространство между пятиконечными звёздами инкрустировано тремя рубиновыми камнями. Общий диаметр ордена — 43 мм.
В центре знака в центральной части круга диаметром 14,5 мм на фоне золотистых лучей солнца расположены изображения карты Туркменистана, покрытой эмалью зелёного цвета, позолоченного выпуклого силуэта Арки Независимости Туркменистана и силуэтов пяти находящихся в движении туркменских коней.
В верхней части с наружной стороны центральной окружности внутри кольца, покрытого белой эмалью, расположена надпись: «PREZIDENTIŇ ÝYLDYZY», а в нижней части находятся расходящиеся позолоченные оливковые ветви.
Орден с помощью колечка соединён с колодкой, выполненной в виде открытой книги высотой 20 мм и шириной 31 мм. В середине колодки на колонне, покрытой эмалью красного цвета, — пять туркменских ковровых гёлей. Колодка покрыта эмалью зелёного цвета.
Знак и его колодка изготавливаются из золота 750 пробы.